# Roma invicta
Roma invicta je latinská fráze, která znamená „Neporazitelný Řím“, což odkazuje na moc Římské říše, která existovala v letech 27 př. n. l. – 395 n. l. a v dobách největšího rozsahu se rozléhala na polovině dnešní Evropy. Tato fráze byla ražena na mince, aby pomohla zlepšit morálku po pádu Západořímské říše, ve které naposledy vládl Romulus Augustus, který byl donucen k abdikaci v roce 476.

## Dnešní použití
Termín invicta, což znamená neporazitelný/nedobytný, je používán dodnes jako motto hrabství Kent v jihovýchodní Anglii.